# Perdón, perdón
Perdón, perdón è un singolo del gruppo musicale statunitense Ha*Ash, pubblicato il 22 settembre 2014 come primo singolo dal primo album dal vivo Primera fila: Hecho realidad.

## Descrizione
La traccia, è stata scritta da Ashley Grace, Hanna Nicole, e José Luis Ortega.

## Video musicale
Il video è stato girato sotto forma di esibizione dal vivo, con Ha*Ash che inizia a cantare con la sua band dinanzi ad un gruppo persone. Il video è stato girato a Città del Messico e diretto da Nahuel Lerena. È stato pubblicato su YouTube il 27 ottobre 2014. Il video ha ottenuto la certificazione Vevo per le oltre 100 milioni di visualizzazioni. Il video ha raggiunto 720 milioni di visualizzazioni su Vevo.

### En vivo versione
Il video è stato girato sotto forma di esibizione dal vivo dal album En Vivo (2019). Il video è stato girato a Auditorio Nacional, Città del Messico (Messico). È stato pubblicato su YouTube il 6 dicembre 2019.

## Tracce
Download digitale
1. Perdón, perdón – 3:46 (Ashley Grace, Hanna Nicole, José Luis Ortega)

## Formazione
- Ashley Grace – voce, composizione, chitarra
- Hanna Nicole – voce, composizione, chitarra
- José Luis Ortega – composizione
- Paul Forat  – A&R, programmazione,, produzione
- Ezequiel Ghilardi  – batteria
- Gonzalo Herrerias  – A&R
- George Noriega – produzione
- Tim Mitchell – produzione

## Classifiche
| Classifica (2014)                      | Posizione massima |
| -------------------------------------- | ----------------- |
| Messico Airplay (billboard)            | 2                 |
| Messico Español Airplay (billboard)    | 1                 |
| Messico (Monitor Latino)               | 1                 |
| Stati Uniti Latin Airplay(billboard)   | 17                |
| Stati Uniti Latin Pop Songs(billboard) | 35                |
| Stati Uniti US Hot Latin (billboard)   | 36                |

## Premi
| Anno | Cerimonia                 | Premio                 | Esito           |
| ---- | ------------------------- | ---------------------- | --------------- |
| 2015 | Premios SACM              | Composizione dell'anno | Vincitore/trice |
| 2015 | Premios Quiero            | Brano dell'anno        | Candidato/a     |
| 2015 | Premios Quiero            | Miglior video          | Vincitore/trice |
| 2016 | MTV Millennial Awards     | Hit dell'anno          | Candidato/a     |
| 2016 | Kids Choice Awards México | Miglior canzone pop    | Candidato/a     |
| 2016 | Premios Juventud          | Hit dell'anno          | Vincitore/trice |